# Llista de federacions esportives internacionals
El que segueix és una llista de federacions esportives Internacionals d'esports olímpics.
| Esport             | Federació                                             | Sigles | Seu           | Lloc web                                                     |
| ------------------ | ----------------------------------------------------- | ------ | ------------- | ------------------------------------------------------------ |
| Atletisme          | Associació Internacional de Federacions d'Atletisme   | IAAF   | Mònaco        | www.iaaf.org                                                 |
| Rem                | Federació Internacional de Societats de Rem           | FISA   | Suïssa        | www.worldrowing.com                                          |
| Bàdminton          | Federació Internacional de Bàdminton                  | BWF    | Malàisia      | www.worldbadminton.net                                       |
| Beisbol            | Federació Internacional de Beisbol                    | IBAF   | Suïssa        | www.baseball.ch                                              |
| Basquetbol         | Federació Internacional de Bàsquet                    | FIBA   | Suïssa        | www.fiba.com Arxivat 1996-11-04 a Wayback Machine.           |
| Biatló             | Unió Internacional de Biatló                          | IBU    | Àustria       | www.biathlonworld.com                                        |
| Bobsleigh          | Federació Internacional de Bobsleigh i de Tobogganing | FIBT   | Itàlia        | www.bobsleigh.com                                            |
| Boxa               | Associació Internacional de Boxa Amateur              | AIBA   | Suïssa        | www.aiba.org                                                 |
| Piragüisme         | Federació Internacional de Canoa                      | ICF    | Suïssa        | www.canoeicf.com                                             |
| Curling            | Federació Mundial de Curling                          | WCF    | Escòcia       | www.worldcurling.org Arxivat 2010-12-10 a Wayback Machine.   |
| Ciclisme           | Unió Ciclista Internacional                           | UCI    | Suïssa        | www.uci.ch                                                   |
| Dards              | Federació Internacional de Dards                      | WDF    | Països Baixos | www.dartswdf.com                                             |
| Esgrima            | Federació Internacional d'Esgrima                     | FIE    | Suïssa        | www.fie.ch                                                   |
| Futbol             | Federació Internacional de Futbol Associació          | FIFA   | Suïssa        | www.fifa.com                                                 |
| Gimnàstica         | Federació Internacional de Gimnnàstica                | FIG    | Suïssa        | www.fig-gymnastics.com                                       |
| Halterofília       | Federació Internacional d'Halterofília                | IWF    | Hongria       | www.iwf.net                                                  |
| Handbol            | Federació Internacional d'Handbol                     | IHF    | Suïssa        | www.ihf.info                                                 |
| Hoquei sobre herba | Federació Internacional d'Hoquei sobre herba          | IHF    | Suïssa        | www.worldhockey.org                                          |
| Hoquei sobre gel   | Federació Internacional d'Hoquei sobre gel            | IIHF   | Suïssa        | www.iihf.com                                                 |
| Judo               | Federació Internacional de Judo                       | IJF    | Hongria       | www.ijf.org                                                  |
| Luge               | Federació Internacional de Luge                       | FIL    | Alemanya      | www.fil-luge.org Arxivat 2006-09-08 a Wayback Machine.       |
| Lluita             | Federació Internacional de Lluites Associades         | FILA   | Suïssa        | www.fila-wrestling.com Arxivat 2012-09-14 a Wayback Machine. |
| Natació            | Federació Internacional de Natació                    | FINA   | Suïssa        | www.fina.org                                                 |
| Pentatló Modern    | Unió Internacional de Pentatló Modern                 | UIPM   | Mònaco        | www.pentathlon.org                                           |
| Esquí              | Federació Internacional d'Esquí                       | FIS    | Suïssa        | www.fis-ski.com Arxivat 2009-08-02 a Wayback Machine.        |
| Softbol            | Federació Internacional de Softbol                    | ISF    | Suïssa        | www.internationalsoftball.com                                |
| Esports eqüestres  | Federació Eqüestre Internacional                      | FEI    | Suïssa        | www.horsesport.org                                           |
| Taekwondo          | Federació Mundial de Taekwondo                        | WTF    | Corea del Sud | www.wtf.org                                                  |
| Tennis             | Federació Internacional de Tennis                     | ITF    | Regne Unit    | www.itftennis.com                                            |
| Tennis de taula    | Federació Internacional de Tennis de taula            | ITTF   | Suïssa        | www.ittf.com                                                 |
| Tir                | Federació Internacional de Tir esportiu               | ISSF   | Alemanya      | www.issf-shooting.org                                        |
| Tir amb arc        | World Archery Federation                              | WA     | Suïssa        | www.archery.org Arxivat 2011-02-22 a Wayback Machine.        |
| Triatló            | Unió Internacional de Triatló                         | ITU    | Canadà        | www.triathlon.org                                            |
| Vela               | Federació Internacional de Vela                       | ISAF   | Regne Unit    | www.sailing.org                                              |
| Voleibol           | Federació Internacional de Voleibol                   | FIVB   | Suïssa        | www.fivb.ch                                                  |